# Злітно-посадкова смуга з блакитного льоду

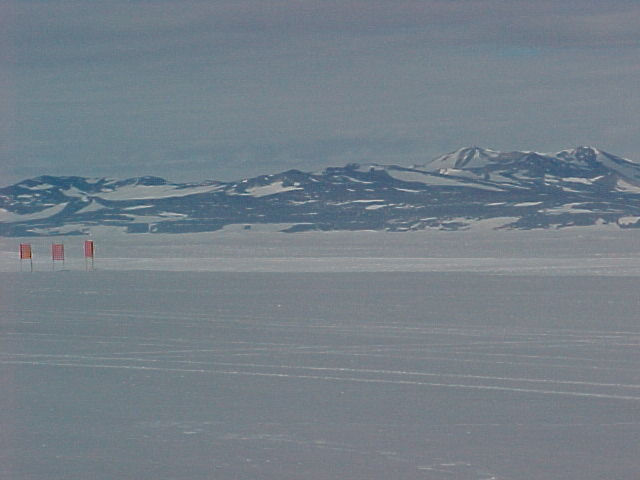
Пегасус-Філд, ЗПС із блакитного льоду на станції Мак-Мердо.

Злітно-посадкова смуга з блакитного льоду (англ. blue ice runway) — це крижана злітно-посадкова смуга, побудована в антарктичних районах без річного накопичення снігу.

## Опис
ЗПС із блакитного льоду створені як спосіб оптимізації транспорту всередину континенту, дозволяючи здійснювати доставку вантажів великими колісними літаками, заощаджуючи час і гроші. Без них більшість важких матеріалів доводиться доставляти кораблями, до того ж, протягом трьох місяців літа, коли полярний лід створює менше логістичних проблем, а потім переправляти вглиб континенту наземним транспортом або невеликими поршневими чи турбогвинтовими літаками, оснащеними лижами. Блакитний лід же дозволяє приймати навіть настільки великі літаки як Boeing 787 Dreamliner або Airbus A340
Щільність блакитного льоду значно збільшується внаслідок витіснення з нього повітряних бульбашок, тому він має достатньо міцну поверхню, щоб літаки могли приземлятися, використовуючи як шасі колеса, а не лижі. Такі ЗПС спрощують доставку вантажів на дослідницькі станції, оскільки колісні літаки можуть перевозити набагато більше матеріалів, ніж літаки, обладнані лижами. До того ж, блакитний лід на внутрішніх льодовикових полях темніший (за що й отримав свою назву), тому становить меншу небезпеку засліплення пілотів порівняно з антарктичним снігом, який за рахунок своєї сухості має високе альбедо.
Через низький коефіцієнт тертя криги літаки гальмують на таких ЗПС не в традиційний спосіб колесами, а за допомогою реверсу тяги, тому для уникнення інцидентів такі злітно-посадкові смуги часто мають значну довжину 3-4 км
Коли крижана ЗПС не використовується, її покривають снігом, щоб вона залишалася максимально холодною. Перед використанням зі смуги прибирають сніг оглядають на наявність тріщин, ям тощо і, за необхідності, лагодять, заливаючи дефекти сумішшю холодної води, льоду і снігу, яку після замерзання розгладжують. Нарешті, поверхню ЗПС покривають шаром снігу й подрібненого льоду, який покращує зчеплення . До того ж, для кращого зчеплення коліс з поверхнею ЗПС на ній прорізають тонкі канавки за допомогою спеціального обладнання, схожого на граблі.

## Історія
Вперше концепцію ЗПС із блакитного льоду розробили у 1950-х роках у рамках операції «Глибока заморозка», але втілена ця ідея так і не була. У 1970-х розробку почало втілювати агентство екстремальних подорожей Adventure Network International (ANI). Перша така ЗПС була збудована поблизу табора на Петріот-Гіллз, а першим літаком, який на неї приземлився, був Douglas DC-4 у листопаді 1987. З того часу було збудовано ЗПС на Юніон-Глейзер, а ЗПС Петріот-Гіллз використовується як запасний аеродром.

## Список
Перелік злітно-посадкових смуг з блакитного льоду:
- Аеродром Скай-Блу, Земля Елсворта при станції з такою ж назвою[en] під керівництвом British Antarctic Survey.
- Пегасус-Філд[en], Територія Росса, обслуговував станцію Мак-Мердо під керівництвом Антарктичній програмі США (з 2016 станція не функціонує).
- Тролл-Ейрфілд[en], Земля королеви Мод, станція Тролл під керівництвом Норвезького полярного інституту.
- Юніон-Глейзер[en], Земля Елсворта, обслуговує станцію Юніон-Глейзер[en] на однойменному льодовику під керівництвом Antarctic Logistics and Expeditions LLC.
- Вілкінс-Ранвей, Земля Вілкса, обслуговує станцію Кейсі під керівництвом Австралійського антарктичного відділу[en].
- Ново-Ранвей[en], Оаза Ширмахера, обслуговує станції Новолазарєвская і Майтрі під керівництвом Antarctic Logistics and Expeditions LLC.
- Вулфс-Фенг-Ранвей[en], Земля королеви Мод, під кервництвом White Desert Ltd.